# 細江町三和
細江町三和（ほそえちょうみわ）は静岡県浜松市浜名区の大字。住居表示未実施。

## 地理
浜松市浜名区の中部、細江地区の北部に位置する。東で細江町中川、西で細江町小野、南で細江町広岡、北で引佐町井伊谷・引佐町金指・引佐町三岳と接する。

### 河川
- 井伊谷川
- 三和川

## 歴史

### 町名の由来
金指村・石岡村・五日市場村が合併する際、新しい村の平和繁栄を願って、「三和」とつけられた。

### 沿革
- 1876年（明治9年） - 引佐郡石岡村・五日市場村が周辺の村と合併して三和村となる[書籍 1]。
- 1889年（明治22年）4月1日 - 町村制の施行により、引佐郡三和村[注釈 1]が周辺の村と合併して引佐郡中川村となる[WEB 8]。
- 1951年（昭和26年）1月1日 - 金指村大字三和との間で境界変更を実施する。
- 1955年（昭和30年）4月1日 – 中川村が気賀町と新設合併し、細江町となる。
- 2005年（平成17年）7月1日 – 細江町外10市町村が浜松市に編入される。大字三和から細江町三和へ住所表記が変更となる。
- 2007年（平成19年）4月1日 - 浜松市が政令指定都市となる。細江町三和は北区の一部となる。
- 2024年（令和6年）1月1日 - 浜松市の行政区再編により、細江町三和は浜名区の一部となる。

## 施設
- 浜松市消防局北消防署
- 太陽鉱工 細江工場
- いなさ酪農業協同組合 本部
- ファミリーマート浜松細江三和店
- 八幡神社

## 交通

### バス
- 遠鉄バス43引佐線：（浜松駅 方面 - ）石岡（ - 気賀駅前 方面）
- 浜松市細江地域バス（細江みをつくしバス）（遠鉄タクシーに委託、事前予約制、月曜日及び水曜日のみ運行（祝日・振替休日・年末年始運休））

### 道路
- 国道362号

## その他

### 学区
小学校・中学校の学区は以下の通りである。
- 浜松市立中川小学校（2492番地、2498番地、2502番地から2626番地までは浜松市立気賀小学校）
- 浜松市立細江中学校

### 警察
警察の管轄区域は以下の通りである。
| 番・番地等 | 警察署     | 交番・駐在所 |
| ---------- | ---------- | ------------ |
| 全域       | 細江警察署 | 中川交番     |

### 消防
消防の管轄区域は以下の通りである。
| 番・番地等 | 消防署   | 本署/出張所 |
| ---------- | -------- | ----------- |
| 全域       | 北消防署 | 本署        |